# Karlova Studánka
Karlova Studánka (in tedesco Bad Karlsbrunn) è un comune della Repubblica Ceca facente parte del distretto di Bruntál, nella regione della Moravia-Slesia.